# SN 2002G
SN 2002G – supernowa typu Ia odkryta 18 stycznia 2002 roku w galaktyce M+06-29-43. W momencie odkrycia miała maksymalną jasność 17,70m.